# Borlunda-Skeglinge distrikt
Borlunda-Skeglinge distrikt är ett distrikt i Eslövs kommun och Skåne län. 
Distriktet ligger söder om Eslöv. 

## Tidigare administrativ tillhörighet
Distriktet inrättades 2016 och utgörs av socknarna Borlunda och Skeglinge i Eslövs kommun
Området motsvarar den omfattning Borlunda-Skeglinge församling hade 1999/2000 och fick 1992 när socknarnas församlingar gick samman.